# Léopold Massard

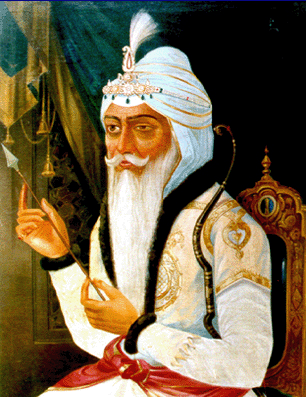
Maharaja Ranjit Singh, portret door Léopold Massard

Jean Marie Raphaël Léopold Massard, meestal Léopold Massard (Crouy-sur-Ourcq, 29 januari 1812 –  Parijs, 13 maart 1889) was een Franse kunstschilder en lithograaf, vooral bekend om zijn portretten, miniaturen, pasteltekeningen en etsen.
Hij wordt gerekend bij de schilders van de School van Barbizon. Hij exposeerde onder andere in de Salon des Artistes Français.

## Portretten (selectie)
- Charles François Daubigny
- Camille Corot
- Jean-François Millet
- Jules Dupré
- Antoine Barye
- Thomas Couture
- Honore Daumier
- Charles Émile Jacque
- Jacquea Cartier
- Maharaja Ranjit Singh
- Charles de Montmorency

## Boek van Massard
- Léopold Massard : Peintres & Sculpteurs Contemporains

- Biblioteca Nacional de España: XX4805423
- Bibliothèque nationale de France: cb14748997c (data)
- Gemeinsame Normdatei: 174349335
- International Standard Name Identifier: 0000 0001 2128 4346
- Library of Congress Control Number: n97857230
- Base Léonore: LH//1776/32
- RKD-Nederlands Instituut voor Kunstgeschiedenis: 53129
- Système universitaire de documentation: 153329246
- Trove: 1191980
- Union List of Artist Names: 500015770
- Virtual International Authority File: 37179875
- WorldCat: E39PBJmtCfpXPrxf6tY7cvMMfq